# هيديو إيشيكاوا
هيديو إيشيكاوا (石川英郎 إيشيكاوا هيديو) هو مؤدي أصوات ياباني ولد في 13 ديسمبر 1969 في هيوغو.

## أدواره في *****

### مسلسلات أنمي تلفزيونية
- ناروتو - إيتاتشي أوتشيها
- ناروتو شيبودن - إيتاتشي أوتشيها
- روك لي وأصدقائه النينجا - إيتاتشي أوتشيها
- بليتش - جوشيرو أوكيتاكي
- ديث نوت - هيديكي إيدي, راي بينبر
- جرافيتيشن - تاتسها
- ون بيس - فولبودي
- المتحولون سايبرترون - جتفاير
- فانتوم: ريكوييم فور ذا فانتوم - أيزاك وايزميل
- AVENGER - جايد
- غوسيك - وونغ
- المنافس الشرس كايجي - جوجي فوناي
- سلام دانك - فؤاد
- غريت تيتشر أونيزوكا - هيدي
- سنكي زيشو سيمفوجير - غينجورو كازاناري
- سنكي زيشّو سيمفوجير G - غينجورو كازاناري
- سنكي زيشّو سيمفوجير GX - غينجورو كازاناري

### أوفا أنمي
- سينت سيا: ذا لوست كانفاس - أونيروس
- سينت سيا فصل هادس: المعابد الإثنا عشر - يونيكورن جابو
- سينت سيا فصل هادس: العالم السفلي - يونيكورن جابو
- سينت سيا فصل هادس: إليسيون - يونيكورن جابو

### أفلام أنمي
- بليتش: ميموريز أوف نوبودي - جوشيرو أوكيتاكي
- بليتش: ذا داياموند داست ريبيليون, هيورينمارو آخر - جوشيرو أوكيتاكي
- بليتش: فايد تو بلاك, أنادي اسمك - جوشيرو أوكيتاكي
- بليتش: فصل الجحيم - جوشيرو أوكيتاكي
- سينت سيا فصل النعيم: الإفتتاحية - يونيكورن جابو

## أدواره في ألعاب الفيديو
- سلسلة كينغدوم هارتس
  - كينغدوم هارتس - ليون
  - كينغدوم هارتس 2 - ليون
- فاينل فانتازي 10 - أورون
- ديسيديا فاينل فانتسي - سكوال ليونهارت
- ديسيديا 012 فاينل فانتازي - سكوال ليونهارت
- ناروتو شيبودن: كيزونا درايف - إيتاشي أوتشيها
- ناروتو شيبودن: ألتيميت نينجا ستورم ريفولوشن - إيتاشي أوتشيها

## أدواره في الدبلجة اليابانية
- ترانسفورمرز أنيميتد - جاز
- باتمان: الجرأة و الشجاعة - دكتور فايت

## وصلات خارجية
- هيديو إيشيكاوا على موقع IMDb (الإنجليزية)
- هيديو إيشيكاوا على موقع ميوزك برينز (الإنجليزية)
- هيديو إيشيكاوا على موقع ديسكوغز (الإنجليزية)
- هيديو إيشيكاوا على موقع قاعدة بيانات الفيلم (الإنجليزية)
- هيديو إيشيكاوا على موقع ANN person (الإنجليزية)